# Kiss Éva (történész)
Kiss Éva (Ungvár, 1966. május 4. – 2022. október 27.) ukrajnai magyar történész, egyetemi tanár, 2009-től az Ungvári Nemzeti Egyetem Humán- és Természettudományi Magyar Kara Magyar történelem és európai integráció tanszékének vezetője. Kutatási területe az európai regionális politika és a határmenti együttműködés.

## Tanulmányai
1989-ben végzett az Ungvári Állami Egyetem (ma: Ungvári Nemzeti Egyetem) Történelem karán kitűnő eredménnyel. 1991-től az Ukrán Nemzeti Tudományos Akadémia Külgazdasági és Nemzetközi Kapcsolatok Intézete ungvári kirendeltségén dolgozott, kezdetben tudományos munkatársként, majd tudományos főmunkatársként. Közben doktori tanulmányokat folytatott Kijevben az Ukrán Tudományos Akadémia Külföldi Országok Szociális és Gazdasági Problémái Intézetének doktori iskolájában, melyet 1994-ben végzett el. Kandidátusi disszertációját 1998-ban védte meg A társadalompolitikai átalakulás Magyarországon az 1966–1990-es években címmel. 2008-ban szerzett akadémiai doktori fokozatot. Doktori disszertációját a közép-európai térség euro-integrációs folyamatairól írta Közép-Európa országai a nemzetközi euró-integrációs folyamatok rendszerében (1991–2007) címmel.

## Tudományos és szakmai tevékenysége
2009 februárjában kinevezték  az Ungvári Nemzeti Egyetem Humán- és Természettudományi Magyar Kar Magyar történelem és európai integráció tanszék vezetőjévé. A tanszék irányítását 2019 nyarán bekövetkezett súlyos betegségéig látta el. Felépülése után, 2020 szeptemberétől 2022-ig a II. Rákóczi Ferenc Kárpátaljai Magyar Főiskolán oktatott.
Kutatási területe a közép-európai térség gazdasági és társadalmi folyamatai, Közép-Európa és Ukrajna kapcsolatai, kiemelten a regionális és a határmenti együttműködés kérdései, az Európai Unió keleti bővítése és a keleti határok kérdése. E témakörben több mint száz publikációja jelent meg. Emellett számos tudományos kiadvány és monográfia szerzője.
Részt vett több határmenti együttműködéssel és területfejlesztéssel foglalkozó szervezet, mint pl. a Kárpátaljai Határmenti Önkormányzatok Társulása (KHÖT), vagy az Ukrajnai Városok Szövetsége munkájában, valamint a Kárpátok Eurorégió több kutatási programjában is.
2002. április 15-től a Magyar Tudományos Akadémia (MTA) határon túli köztestületi tagja, részt vesz a regionális kutatásokkal, határmenti együttműködéssel foglalkozó szakbizottságok munkájában. 2005-től tagja a magyar–ukrán történész vegyesbizottságnak.
A Magyar Regionális Tudományi Társaság (MRTT) kárpátaljai tagozatának elnöke.

## Művei
- Magyarország útja a parlamenti demokrácia felé. Társadalompolitikai átalakulás Magyarországon 1966-1990 között. Monográfia; Intermix, Ungvár–Bp., 2010 (Kárpátaljai magyar könyvek)